# Новозбурьевка
Новозбу́рьевка (до 1948 года Ве́рхний Сейманларко́й и Збу́рьевка; укр. Новозбур'ївка, крымскотат. Seymanlarköy, Сейманларкой) — село в Симферопольском районе Республики Крым, входит в состав Чистенского сельского поселения (согласно административно-территориальному делению Украины — Чистенского сельского совета Автономной Республики Крым).

## Население
| 2001 | 2014 |
| ---- | ---- |
| 466  | ↘407 |

### Динамика численности
- 1915 год — 49 чел.[9]
- 1926 год — 106 чел[10].
- 1989 год — 477 чел.[11]
- 2001 год — 466 чел.[12]
- 2009 год — 439 чел.[13]
- 2014 год — 407 чел.[14]

## Современное состояние
В Новозбурьевке 8 улиц, площадь, занимаемая селом, 100,2 гектара, на которой в 156 дворах, по данным сельсовета на 2009 год, числилось 439 жителей.

## География
Село Новозбурьевка расположено практически в центре района, примерно в 13 километрах (по шоссе) от Симферополя, в неглубокой балки на плато куэсты Внешней гряды Крымских гор, высота центра села над уровнем моря 262 м. Село лежит в 200 м южнее 6 километра шоссе  35-К-011 Симферополь — Николаевка (по украинской классификации Т-01-06), ближайшая железнодорожная станция Симферополь — примерно в 8 км. Соседние сёла: в 3 км южнее Камышинка, восточнее в 4,5 км — Дубки и Демьяновка — 5,5 км на запад.

## История
Село Новозбурьевка было образовано слиянием Ново-Збурьевки и Вехнего Сеймонларкоя в 1948 году. Ново-Збурьевка основана, видимо, в начале 1900-х годов: так как впервые в исторических документах встречается в «Памятной книжке Таврической губернии на 1914 год», согласно которой на этот год в селении действовала земская школа. По Статистическому справочнику Таврической губернии. Ч.II-я. Статистический очерк, выпуск шестой Симферопольский уезд, 1915 год, в деревне Ново-Збурьевка Тав-Бодракской волости Симферопольского уезда числилось 8 дворов с русским населением в количестве 49 человек приписных жителей". В общем владении было 359 десятин удобной земли. В хозяйствах имелось 65 лошадей, 12 волов, 30 коров, 10 телят и жеребят и 10 голов мелкого скота.
После установления в Крыму Советской власти, по постановлению Крымревкома от 8 января 1921 года была упразднена волостная система и село включили в состав вновь созданного Подгородне-Петровского района Симферопольского уезда, а в 1922 году уезды получили название округов (на карте Крымского статистического управления 1922 года деревня обозначена, как Ново-Збурьевка). 11 октября 1923 года, согласно постановлению ВЦИК, в административное деление Крымской АССР были внесены изменения, в результате которых был ликвидирован Подгородне-Петровский район и образован Симферопольский и село включили в его состав. Согласно Списку населённых пунктов Крымской АССР по Всесоюзной переписи 17 декабря 1926 года, в селе Ново-Збурьевка, Булганакского сельсовета Симферопольского района, числилось 22 двора, из них 20 крестьянских, население составляло 106 человек, из них 70 украинцев, 36 русских, действовала русская школа. Вехний Сеймонларкой, возник, очевидно, чуть позже, впервые упомянут в Списке населённых пунктов Крымской АССР по Всесоюзной переписи 17 декабря 1926 года, согласно которому в селе числилось 17 дворов, все крестьянские, население составляло 90 человек, из них 9 русских и 81 украинец. После создания в 1935 году Сакского района, часть сёл сельсовета передали в него, а Ново-Збурьевка и Вехний Сеймонларкой остались в составе прежнего.
На километровой карте Генштаба Красной армии 1941 года, как и на двухкилометровке РККА 1942 года сёла обозначены, как Збурьевка (западная часть) и Вехний Сеймон-Ларкой — восточная. С 25 июня 1946 года Збурьевка в составе Крымской области РСФСР Указом Президиума Верховного Совета РСФСР от 18 мая 1948 года, сёла были объединены под названием Ново-Збурьевка. 26 апреля 1954 года Крымская область была передана из состава РСФСР в состав УССР. Время включения в состав Чистенского сельсовета пока не установлено: на 15 июня 1960 года село уже числилось в его составе.
Указом Президиума Верховного Совета УССР «Об укрупнении сельских районов Крымской области», от 30 декабря 1962 года Ново-Збурьевку присоединили к Бахчисарайскому району, а с 1 января 1965 года, указом Президиума ВС УССР «О внесении изменений в административное районирование УССР — по Крымской области», возвратили в состав Симферопольского. По данным переписи 1989 года в селе проживало 477 человек. С 12 февраля 1991 года село в восстановленной Крымской АССР, 26 февраля 1992 года переименованной в Автономную Республику Крым. С 21 марта 2014 года в составе Крыма аннексирована Россией.

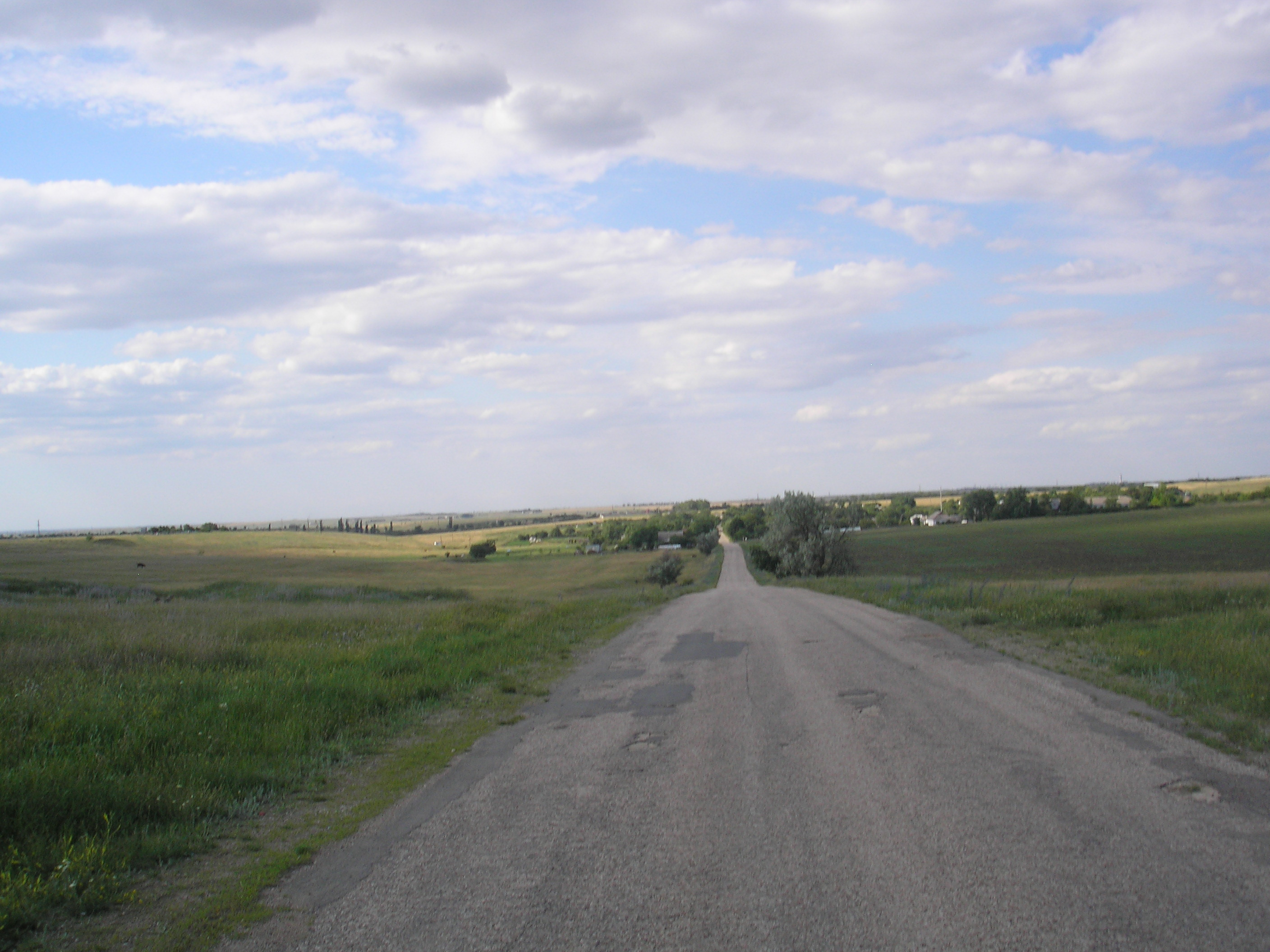
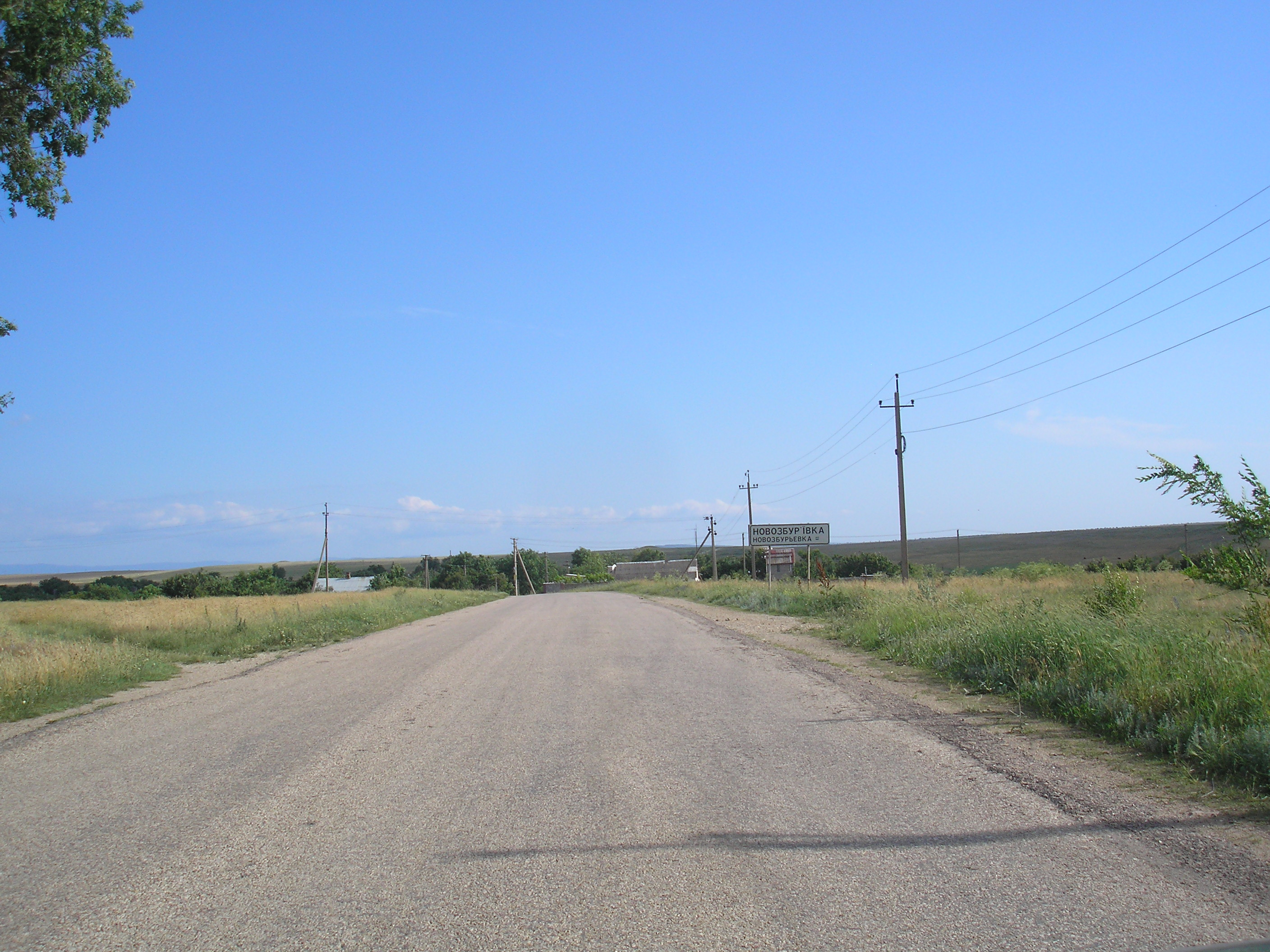
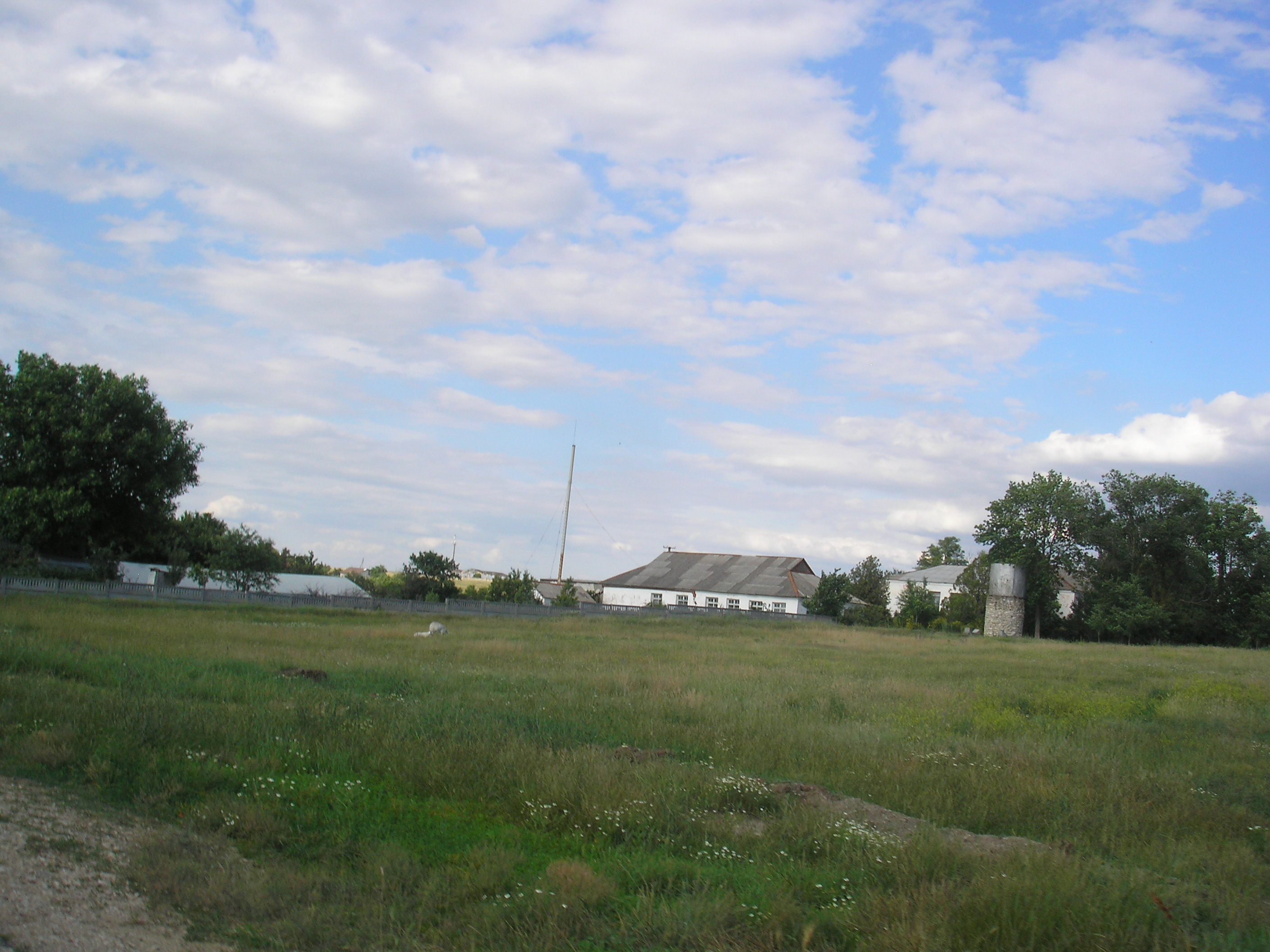